# Polycoryphus asper
Polycoryphus asper is een hooiwagen uit de familie Assamiidae.